# James Chinlund
James Caleb Chinlund (New York, 1971) è uno scenografo statunitense.

## Biografia
È il terzogenito del reverendo episcopale Stephen J. Chinlund (1934–2020), noto fautore della funzione rieducativa della pena nominato presidente del Garante diritti dei detenuti dello stato di New York dal 1976 al 1981 nonché direttore di organizzazioni caritatevoli newyorchesi tra cui l'Episcopal Social Services, e della sua seconda moglie, la psicologa Caroline Chinlund (nata Mary Caroline Cross). L'attore Nick Chinlund è suo fratello maggiore.
Ha ottenuto il suo bachelor's degree all'Istituto delle arti della California. È sposato dal 2003 con Clare Crespo, sua compagna di corso alla CalArts, attiva come scultrice, arredatrice ed autrice di libri per bambini. I due hanno una figlia, Ruby.

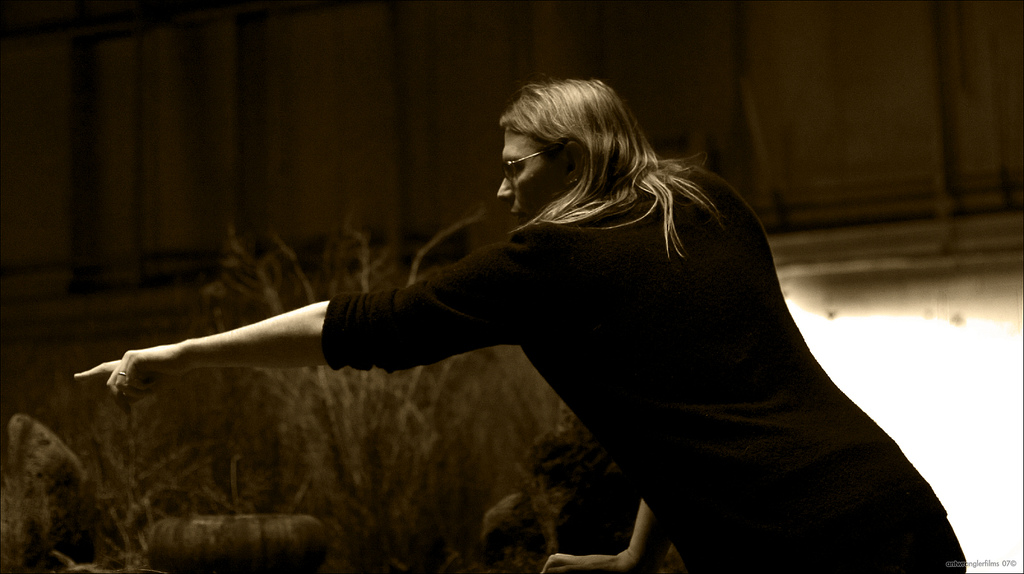
James Chinlund sul set di The Fountain - L'albero della vita (2006).

Ha cominciato la sua carriera nella pubblicità e nei videoclip, esordendo poi al cinema come scenografo col film di Darren Aronofsky Requiem for a Dream (2000); Chinlund ha provveduto a creare solo ambientazioni che fossero completamente prive di rossi per far risaltare il vestito dello stesso colore che viene idealizzato dal personaggio di Ellen Burstyn. Ha collaborato un'altra volta con Aronofsky in The Fountain - L'albero della vita (2006), trovandosi a dare vita a tre serie di set completamente diversi tra di loro: il primo d'ambientazione contemporanea, il secondo in cui ricostruiva lo Yucatán della conquista spagnola del '500 ed infine una navicella spaziale del XXVI secolo, tutti realizzati in un unico teatro di posa a Montréal. Per creare l'albero della vita che dà il titolo al film, Chinlund, ritenendo che la struttura naturale di un vero albero fosse difficile da replicare in maniera realistica attraverso la sola scultura, è partito da un modellino per poi stampare un calco di svariati rami e tronchi canadesi, costruendo infine una struttura con anima in ferro e ricoprendola di vero legname e corteccia. Il design dell'albero ha poi informato quello del resto del film.
Ha lavorato inoltre a La 25ª ora (2002), The Avengers (2012), di cui ha progettato il design dell'helicarrier, e Il re leone (2019), stringendo nel corso degli anni 2010 un sodalizio col regista Matt Reeves, per cui ha curato le scenografia dei film de Il pianeta delle scimmie e The Batman (2022).

## Filmografia
- Speed of Life, regia di Rob Schmidt (1999)
- Requiem for a Dream, regia di Darren Aronofsky (2000)
- Storytelling, regia di Todd Solondz (2001)
- Auto Focus, regia di Paul Schrader (2002)
- La 25ª ora (25th Hour), regia di Spike Lee (2002)
- The Final Cut, regia di Omar Naim (2004)
- The Fountain - L'albero della vita (The Fountain), regia di Darren Aronofsky (2006)
- Niente velo per Jasira (Towelhead), regia di Alan Ball (2007)
- We Were Once a Fairytale, regia di Spike Jonze – cortometraggio (2009)
- The Avengers, regia di Joss Whedon (2012)
- Apes Revolution - Il pianeta delle scimmie (Dawn of the Planet of the Apes), regia di Matt Reeves (2014)
- The War - Il pianeta delle scimmie (War for the Planet of the Apes), regia di Matt Reeves (2017)
- Il re leone (The Lion King), regia di Jon Favreau (2019)
- The Batman, regia di Matt Reeves (2022)
- The Smashing Machine, regia di Benny Safdie (2025)

## Riconoscimenti
- Premio BAFTA
  - 2023 – Candidatura alla migliore scenografia per The Batman
- Saturn Award
  - 2015 – Candidatura alla migliore scenografia per Apes Revolution - Il pianeta delle scimmie
  - 2022 – Candidatura alla migliore scenografia per The Batman